# Tettigidea trinitatis
Tettigidea trinitatis är en insektsart som beskrevs av Bruner, L. 1906. Tettigidea trinitatis ingår i släktet Tettigidea och familjen torngräshoppor. Inga underarter finns listade i Catalogue of Life.
Arten förekommer endemisk på ön Trinidad nordöst om Sydamerika. Berättelser om gräshoppans förekomst i Kuba är troligen felaktiga. Angående artens habitat och levnadssätt är inget känt. IUCN listar Tettigidea trinitatis med kunskapsbrist (DD).